# L'aria
L'aria (L'Air) è un'opera dello scultore francese Aristide Maillol. Si tratta di una scultura creata nel 1938 e ne esistono varie versioni, realizzate in pietra o in piombo. 

## Storia

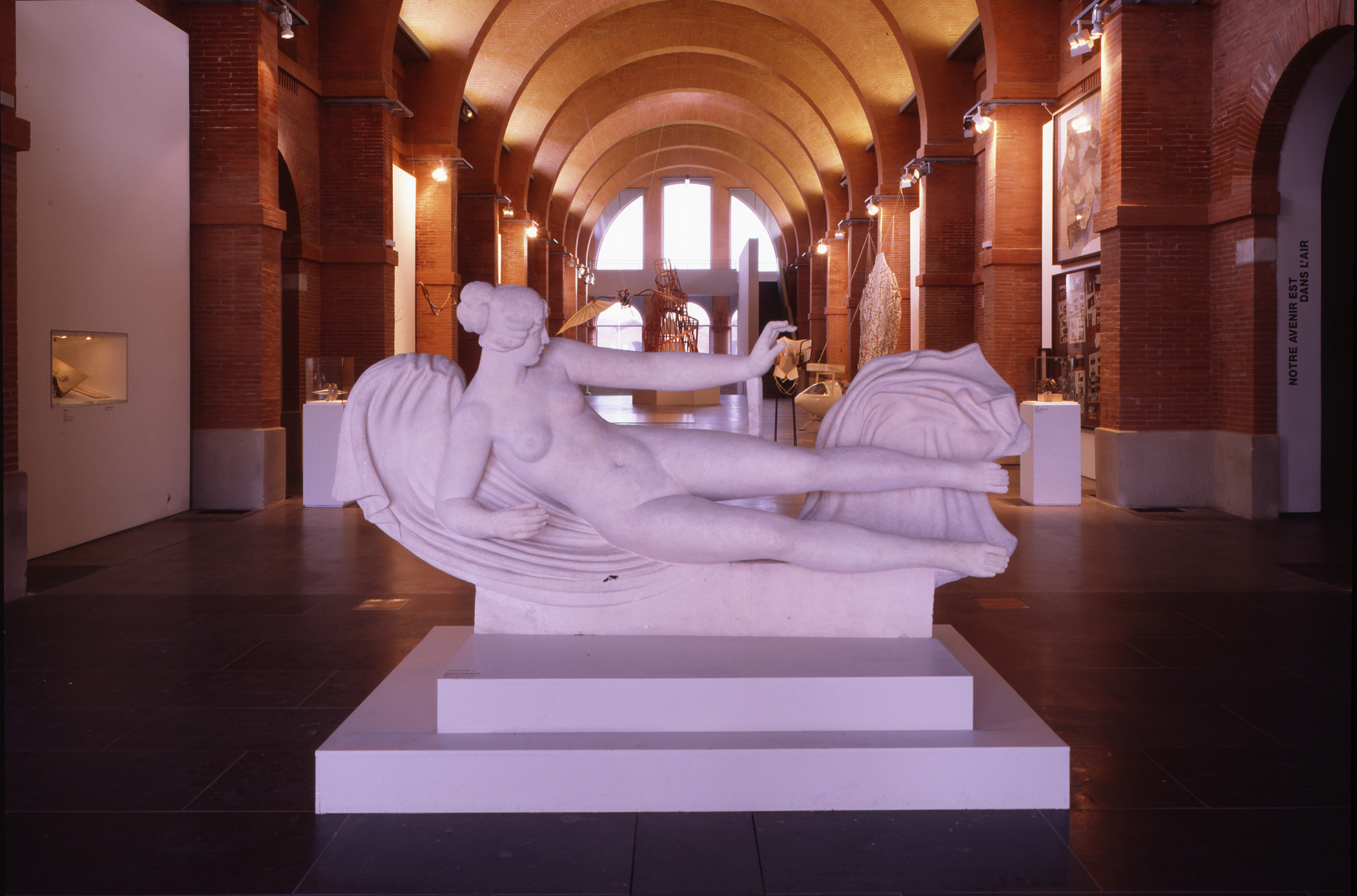
L'opera originale nel museo dell'aviazione di Tolosa.

Il 7 dicembre 1936, l'idrovolante Croix du Sud scomparve dopo il decollo durante un attraversamento transatlantico di ventiquattro ore per il nuovo servizio postale tra la Francia e l'America meridionale. Per onorare l'equipaggio scomparso, la città di Tolosa commissionò un monumento di pietra ad Aristide Maillol. Dopo la realizzazione di una versione in gesso, la statua venne inaugurata in un giardino della città occitana. Nel 1993 fu spostata nel chiostro degli agostiniani per restaurarla, a causa degli atti vandalici, quindi finì nel museo del mattatoio e poi nei suoi depositi. Dal 2018 l'opera originale si trova in un museo dedicato ai pionieri dell'aviazione, sempre a Tolosa.

## Descrizione
La scultura in piombo rappresenta un nudo femminile sdraiato che si regge in equilibrio su una natica e alza in aria le gambe, a simboleggiare il volo dell'aereo postale. La donna tiene il braccio sinistro teso e la sua mano sembra voler afferrare qualcosa. La sua posa riprende quella di un'opera antecedente dell'artista di Banyuls-sur-Mer, in quanto egli modificò la donna distesa del suo Omaggio a Cézanne, iniziato nel 1907. Nel monumento tolosano la figura di pietra è circondata da un velo ondulato, che dovrebbe rendere l'idea del vento che soffia. Come per La montagna e Il fiume, due altre opere dell'artista realizzate in questo periodo, a dare i propri tratti a questa allegoria fu Dina Vierny, una giovane modella ebrea originaria di Chișinău (allora Kišinëv).

## Versioni

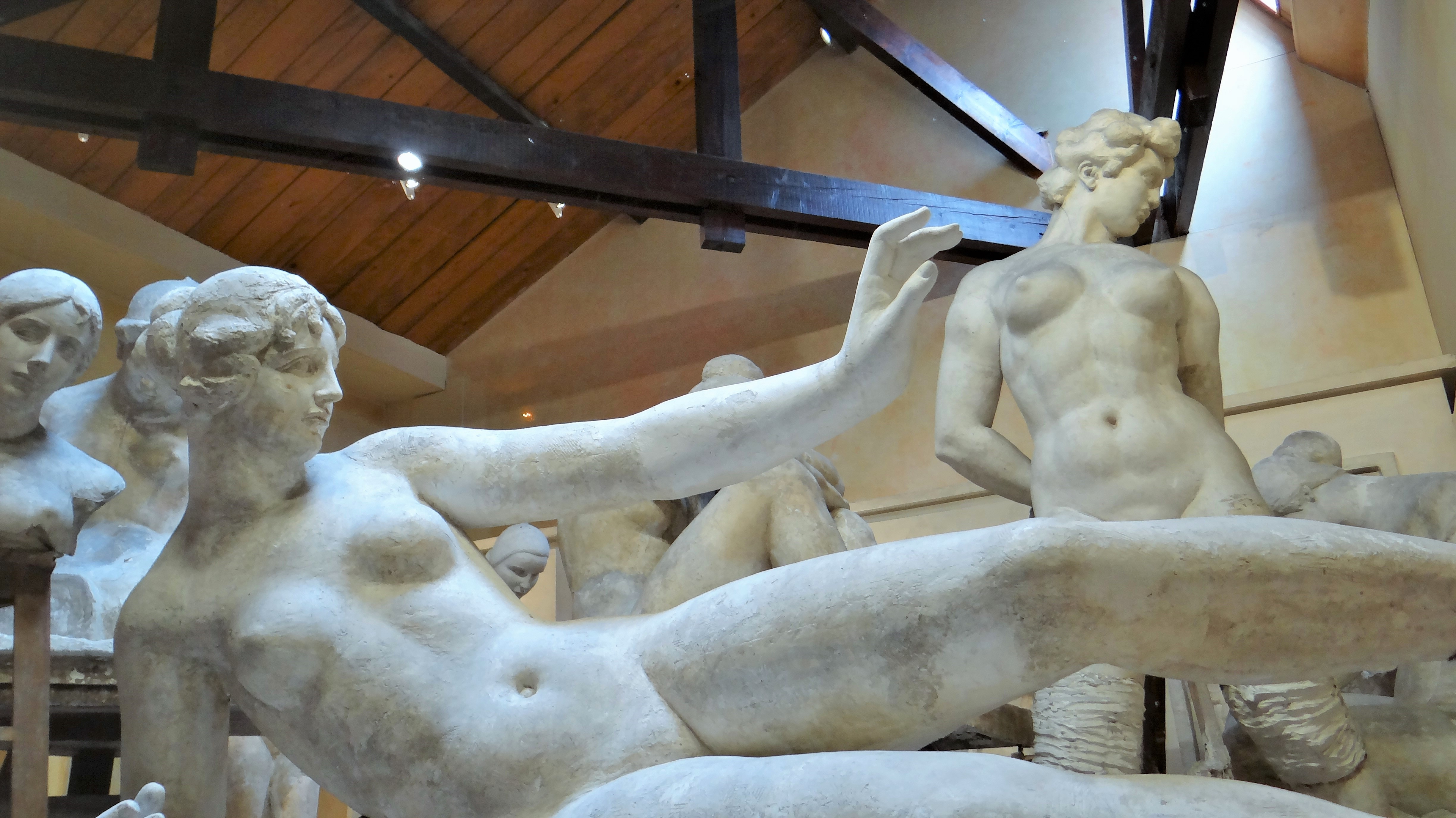
Il modello in gesso originale al museo Maillol di Parigi.

Il modello in gesso si trova al museo Maillol di Parigi, situato nella rue de Grenelle. Dopo la morte dell'artista, a partire da questo gesso vennero tratte delle sculture fuse nel bronzo o nel piombo, che oggi si trovano al museo Kröller-Müller, alla galleria d'arte dell'università Yale, al museo J. Paul Getty, al museo Norton Simon e al Kimbell Art Museum. Una versione venne installata nel 1964 nel jardin du Carrousel alle Tuileries, nel primo arrondissement di Parigi, assieme ad altre statue di Maillol esposte all'aperto.